# SEAPOOL
SEAPOOL（シープール）は日本のオルタナティヴ・ロック・バンド。2015年にメンバーの地元である徳島で結成され、事務所などには所属せずに活動していた。2024年1月10日に解散を発表。

## 概要
2015年5月8日、徳島で結成。阿南高専に通っていた小原涼香と城南高校の飯谷真帆、城東高校の女の子の、同級生3人が高校3年在学時に結成。
元々3人とも別々のバンドをやっていたがライブハウスで知り合って仲良くなった。
チャットモンチーのコピーから始めてライブハウスにも出て、そのうちオリジナル曲を作るようになった。
小原と飯谷の学業修了時にそれぞれ大阪へ移り、ドラムメンバーの変遷がある中、各地でライブ活動を行った。
2022年現在、小原涼香（Vo. Gt.）、飯谷真帆（Ba.）、サポートドラムの3人からなるスリーピースバンドとして、大阪で活動。

### 名称
自らを「えれくとりっく・みずいろシアター音楽グループ」や「ハードコア・ノスタルジック・エクスペリメンタル・グランジ・パンクバンド（Japanese hardcore nostalgic experimental grunge punk band）」また自らの音を「えれくとりっく水色サウンド」と称している。
バンド名は小原と飯谷が好きなバンドの曲名に入っていた「プール」という言葉と最初のドラムが入れたがった「シー」という言葉が付いている妖精の名前を合わせて「シープール」としたことに由来する。

## メンバー
小原がボーカルとギター、飯谷がベースという担当はずっと同じだが、ドラムはこれまでに数度替わっている。

### 現メンバー
- 小原涼香（おはら すずか）（Vo. Gt.）1997年6月21日生まれ。徳島県阿南市出身。阿南工業高等専門学校機械コース卒。高専時代はレスポールを使用。以前はテレキャスターのみを使っていたが、2019年以降ジャズマスターと併用している。2020年2月16日、ザ・リラクシンズのツアー奈良編ではストラトキャスターを用いていた。水色キャスター&歌[6]。物心がついた時には歌と絵に着手しており、10代前半より盤面の絵を描き曲を作り、作品を世に出したいと考えていた[7]。
  - 【使用機材】boss tu-3→mxr phase 90→proco rat 2→Electro Harmonix Green Russian Big Muff→Electro Harmonix Holy Grail Neo→boss dd-20[SEAPOOL GUITAR][8]

- 飯谷真帆（いいたに まほ）（Ba.）1997年10月20日生まれ。徳島市藍住町出身。城南高校卒業後、江坂キャットミュージックカレッジ専門学校卒業（2018年3月6日卒業）[9]。ベースオンこめ[6]。普通自動車運転免許を持っているが運転は得意ではない。白井やオオスカ（Teenager Kick Ass）には「デスドライブ」と呼ばれている[10][11][12]。広沢自動車学校のホームページには卒業生の声として飯谷の書いたメッセージが掲載されている。HYPER GALの角矢胡桃とpicking Oを組んでいる。
  - 【使用機材】MS-60B MultiStomp Bass Pedal (ZOOM)、SANS AMP Bass Driver DI、Silicon Fuzz Factory Vexter (Z-VEX)[13]、Base Equalizer (BOSS)[14]

### 旧メンバー
- 日坂悠輝（Dr.）眼鏡ドラム[6]。2016年から2017年12月12日のライブまで活動。
- 白井景（しらい あきら）（Dr.）1992年5月1日生まれ。大阪府住之江出身[15]。2018年9月から正式メンバーとなり、9月17日のライブから活動。2021年2月6日脱退を発表。
- 鰐渕陽介（Dr.）2021年2月26日加入。2022年1月26日脱退。

### サポートメンバー
- りなてぃ（Dr.）2016年
- 吉田浩一（Dr.）SWEET Q LOVE収録当時のドラマー。ロボトミーロボ[16]。2018年9月7日まで活動。
- 貴田吉昭（キダヨシアキ）（Dr.）（kiima kariis） 2022年5月-
- 吉野慎太朗（Dr.）（TIALA,ギニョルズ,ヘテロ） 2022年5月-

## ディスコグラフィー
|     | 発売日         | タイトル              | 収録曲 | 略称 |
| --- | -------------- | --------------------- | --- | ---- |
| 1st | 2017年4月23日  | CHELSEA GIRL’S ESCAPE | 1. CHELSEA GIRL'S ESCAPE 2. 忘れたふりで 3. sea you in heaven                                                       | CGE  |
| 2nd | 2018年10月18日 | スイート Q ラブ       | 1. touhoku （nichijo sound track） 2. サマースクール 3. PICNIC 4. スイート Q ラブ 5. mu （okomechang's piano song） | SQL  |
| 3rd | 2019年6月26日  | OK SUGAR ISSUE        | 1. Brainwashed wow wow 2. 刺繍 3. レッド 4. Low pop Baby 5. 再会                                                    | OSI  |
| 4th | 2020年2月26日  | Kiss The Element      | 1. Schizo Flare 2. シャーロット 3. 素描 4. PEAT MOSS 5. candle                                                      | KTE  |

### 未収録曲
- 光の戦車[17]
- Mr.cinderman[18]
- GOODY-GOODY[19]
- 月明かりを見ながら[20]
- Teenadge head[21]
- 碇[22]
- big hell no.[23]
- 雪炎[22]
- サタン（仮タイトル）[23]
- 宗教（仮タイトル）

## ミュージック・ビデオ
| 公開日     | 撮影・編集・監督           | 曲名                  | 備考           |
| ---------- | -------------------------- | --------------------- | -------------- |
| 2019/07/18 | 撮影・編集：飯谷真帆       | CHELSEA GIRL'S ESCAPE | 2017年リリース |
| 2019/06/08 | 撮影・監督：シタンダリンタ | Brainwashed wow wow   |                |
| 2019/07/17 | 撮影・編集：飯谷真帆       | 再会                  |                |
| 2020/02/28 | 撮影・監督：シタンダリンタ | 素描                  | 絵：小原涼香   |
| 2020/06/01 | 監督：寺本遥               | Schizo Flare          |                |

※リリース順

### 出演
・Bacon「スタンドバイミー (Official Music Video)」（監督：松田直也）
・美少女×ロック「飯谷真帆」

## ライブ

### 自主企画ライブ
HEART DISPATCHERというタイトルで自主企画ライブを行う。「HEART DISPATCHER」とは、「ハートを届ける者」という意味の造語で、「急送者」という意味もある。
2019年1月17日に第1回が開催され、2022年7月まで、8回開催されている。
|   | 日時          | 場所           | 出演                                                                                | 備考                                 |
| - | ------------- | -------------- | ----------------------------------------------------------------------------------- | ------------------------------------ |
| 1 | 2019年1月17日 | 心斎橋パンゲア | - SEAPOOL - Amsterdamned - merimeriyeah - goldrink - than - 加納良英（and Yong...） |                                      |
| 2 | 2019年5月9日  | 梅田HARDRAIN   | - SEAPOOL - SUP - ARSKN - キーマカリーズとチチワシネマ                              |                                      |
| 3 | 2019年9月4日  | 心斎橋 Pangea  | - SEAPOOL - UlulU - RiL - ザ・リラクシンズ                                          | 『OK SUGAR ISSUE』release tour final |
| 4 | 2020年1月13日 | 心斎橋 Pangea  | - SEAPOOL - メシアと人人 - Make The Pancake - hohtaa                                |                                      |
| 5 | 2020年8月27日 | 心斎橋 ANIMA   | - SEAPOOL                                                                           | 配信のみ（Streaming+）               |
| 6 | 2022年6月25日 | 梅田HARDRAIN   | - SEAPOOL - HYPER GAL - Kiima Kariis                                                |                                      |
| 7 | 2022年6月26日 | 新宿LOFT       | - SEAPOOL - NITRODAY - 突然少年                                                     |                                      |
| 8 | 2022年7月10日 | 下北沢 SPREAD  | - SEAPOOL - meimeriyeah - Cruyff                                                    |                                      |